# إليزابيث أرنولد
إليزابيث أرنولد (بالإنجليزية: Elizabeth Arnold)‏ هي كاتِبة وشاعرة أمريكية، ولدت في 1958.